# Chatlon
Chatlon (tadzjikiska: Хатлон) är en av Tadzjikistans fyra provinser, belägen i den sydvästra delen av landet. Den har en yta på 24 600 km² och invånartalet är över 2 149 000 (år 2000).
Residensstad är Qurghonteppa.

## Distrikt
- Baljuvon distrikt
- Besjkent distrikt
- Bochtar distrikt
- Vachsj distrikt
- Vose' distrikt
- Ghozimalik distrikt
- Danghara distrikt
- Jovon distrikt
- Kolchozobod distrikt
- Kulob distrikt
- Qabodiyon distrikt
- Qizil-Mazor distrikt
- Qumsangir distrikt
- Muminobod distrikt
- Norak distrikt
- Panj distrikt
- Sarband distrikt
- Farchor distrikt
- Chovaling distrikt
- Hojamaston distrikt
- Tjubek distrikt
- Jilikul distrikt
- Sjahrtuz distrikt
- Sjuro-obod distrikt